# Mycetophila subfusca
Mycetophila subfusca är en tvåvingeart som beskrevs av Freeman 1951. Mycetophila subfusca ingår i släktet Mycetophila och familjen svampmyggor. Inga underarter finns listade i Catalogue of Life.